# 久保源次郎利雄

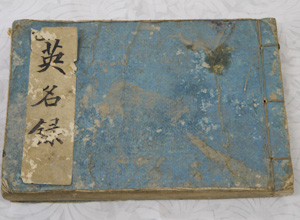
久保源次郎利雄

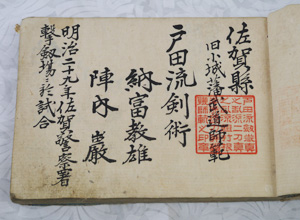
久保源次郎利雄

久保 源次郎利雄（慶応3年2月5日 - 昭和8年5月19日）は徳島県出身の剣道範士、教育者、柳生神影流第九世、久武館道場初代館長。

## 経歴
慶応3年2月5日、国実村（現在の徳島県名西郡石井町浦庄字国実）に生まれた。性格は、資性剛毅・廉直。明治14年小学校の教程を卒え、和漢の典籍を宮田霊蔵に学び、剣道を近久鹿之蒸に習い、明治22年に柳生神影流免許を受け、その後、各府県を修行に廻った。
日露戦争後創立された大日本武徳会は、日露戦争後ますます盛んになり、全国に支部を設けると、特別会員に列し、佐賀・福岡両県の指導者となり、武道を学ぶ者は皆その方へ赴いて、道場を開設すること十有五、武名は九州を圧した。また全国演武大会において十五本勝負に勝利し見事栄冠を得た。
明治38年に帰郷して、国実に久武館道場を開設し、青年に剛健の精神と廉潔の清操を養った。近久鹿之蒸から斯道流の皆伝をうけ、明治42年に大日本武徳会から剣道精錬証・大正10年大日本武徳会20回以上出演者として表彰杯・同11年剣道教士、同12年文部省から中等学校教諭・昭和3年範士として推された。
また、徳島県立農業学校（現徳島県立城西高等学校）・宮崎県立都城中学校（現宮崎県立都城泉ヶ丘高等学校）・歩兵聯隊将校団・徳島高等工業学校（現徳島大学）等の剣道教授を嘱託された。昭和8年5月19日、67才で病死した。
```
一劔以て剛健の精神を養ひ、一劔以て廉潔の情操を語る。
塵俗を蟬脱し、生死を超越す。
先生の高風、越山も加ふる莫く、先生の清節、芳川鑑む可し。
```

徳島では明治の剣聖と謳われ、その功績をたたえ死後門下生によって墓碑が建てられた。碑の文面は、当時、徳島新報の記者であった漢学者の井上羽城によって書かれた。また、生前各府県を廻った英名録は、旧藩の剣術指南の名前や設立後まもない大日本武徳会幹部の名前が多数記載されており、大日本武徳会が進めていた剣道の、競技化以前の剣術流派の活動を知る貴重な資料となっている。
久保源次郎利雄が明治38年に設立した久武館道場は当時のままであり、現在では、四国で最も歴史のある武道場となっている。大日本武徳会による剣道の競技化が進む中で、武道と密接であった神事が衰退し、戦後剣道がスポーツとして位置づけられた結果、武道神事が伝承されている武道場はほとんど姿を消した。しかし、現在でも久保源次郎利雄が設立した久武館道場は、伝承されている柳生神影流や柳生神影流武道神事を、当時のまま武道信仰の本山である四国霊峰剱山や、関連する美馬市木屋平の川上神社のみならず、阿波国一之宮である大麻比古神社、山城国一之宮である賀茂御祖神社（下鴨神社）、和泉国一之宮である大鳥大社、香川県の白鳥神社など武道信仰の厚い名社に奉納しており、その教えや伝統は脈々と受け継がれている。

## 英名録記載主要人物
- 納富教雄（戸田流剣術）
- 陣内巌（戸田流剣術）
- 辻真平（心形刀流）
- 井後哲五郎（心形刀流）
- 内藤高治（北振一刀流）
- 小林定之（北振一刀流）
- 三橋鑑一郎（武蔵流）
- 中田義則（貫心流）
- 大石一（大石神影流）
- 植田平太郎（天真正伝香取神道流）

## 関連書籍
- 忠孝の大道（昭和９年農民社発行、柳生神影流十世 久保義八郎著書）
- 大義武士道訓：五十六箇条武道初心集（昭和19年鶴書房発行、柳生神影流十世 久保義八郎著書）